# Maurice Gendron
Maurice Gendron (bij Nice, 26 december 1920 - 20 augustus 1990) was een Frans cellist.
Maurice Gendron werd geboren in een arm gezin.  Zijn moeder was violiste in het orkest van het theater.  Zijn vader liet het gezin reeds vroeg in de steek. Maurice kreeg zijn eerste vioollessen op vierjarige leeftijd. Toen hij vijf was, schakelde hij over op de cello.  Zijn eerste leraar, Stéphane Odero, nam hem mee om naar Emanuel Feuermann te gaan luisteren.  Hij werd hierdoor diep ontroerd. Hij won de Eerste Prijs aan het conservatorium van Nice op veertienjarige leeftijd, in 1934, en drie jaar later ging hij studeren aan het conservatorium van Parijs, bij Gérard Hekking.
Na de Tweede Wereldoorlog maakte hij op 2 december 1945 zijn debuut in Londen in de Wigmore Hall, vergezeld van Benjamin Britten, met sonates van Gabriel Fauré en Claude Debussy.  In december 1945 bracht hij het celloconcerto van Prokofjev met het London Philharmonic onder leiding van Walter Susskind.
Gedurende 25 jaar vormde hij een pianotrio met Yehudi Menuhin en Hephzibah Menuhin.  In 1970 werd hij docent aan het conservatorium van Parijs.
Hij werd het slachtoffer van een ernstig auto-ongeluk, waarbij hij zijn schouder kneusde, maar in 1985 keerde hij terug naar Londen voor een concert ter herdenking van de veertigste verjaardag van zijn debuut. 
Maurice Gendron stierf op 20 augustus 1990.  Hij is de vader van acteur François-Eric Gendron.

## Discografie
- J.S. Bach, Cello Suites, Philips (1964)

- Biblioteca Nacional de España: XX853425
- Bibliothèque nationale de France: cb138943834 (data)
- CiNii: DA10582627
- Gemeinsame Normdatei: 103893679
- International Standard Name Identifier: 0000 0001 1027 9904
- Library of Congress Control Number: n84044268
- Nationale Bibliotheek van Letland: 000098667
- MusicBrainz: b671fcf8-b5b3-40ee-a58e-c4a396a00eac
- Bibliotheek van het Japanse parlement: 00620719
- Nationale Bibliotheek van Tsjechië: xx0170135
- Nationale Bibliotheek van Israël: 987007277319805171
- Nederlandse Thesaurus van Auteursnamen: 07374946X
- SNAC: w6h54j1s
- Système universitaire de documentation: 080809510
- Virtual International Authority File: 61731921
- WorldCat: E39PBJtGTGqRbKHc7kXTyVF7pP